# Юзефув (гміна Страхувка)
Юзефув (пол. Józefów) — село в Польщі, у гміні Страхувка Воломінського повіту Мазовецького воєводства.
Населення — 121 особа (2011).
У 1975-1998 роках село належало до Седлецького воєводства.

## Демографія
Демографічна структура станом на 31 березня 2011 року:
|          | Загалом | Допрацездатний вік | Працездатний вік | Постпрацездатний вік |
| -------- | ------- | ------------------ | ---------------- | -------------------- |
| Чоловіки | 64      | 14                 | 38               | 12                   |
| Жінки    | 57      | 15                 | 33               | 9                    |
| Разом    | 121     | 29                 | 71               | 21                   |